# Liga Antifederalista
La Liga Antifederalista (inglés: Anti-Federalist League) era una pequeña organización de varios partidos en el Reino Unido, formada en 1991 para hacer campaña contra el Tratado de Maastricht. Se le recuerda principalmente ahora como el precursor del Partido de la Independencia del Reino Unido.
El principal fundador de la Liga Antifederalista fue Alan Sked, profesor de la Escuela de Economía de Londres, figura destacada del Grupo de Brujas y exfuncionario del Partido Liberal. El Tratado de Maastricht, que aumentó en gran medida los poderes de la Comisión Europea, fue ampliamente impopular según las encuestas de opinión, pero los tres partidos principales se habían comprometido a apoyar su ratificación en la Cámara de los Comunes. Sked y otros sintieron que esto negaba a los votantes la posibilidad de opinar sobre un tema constitucional crucial. Se suponía que presentar candidatos de la AFL compensaría este déficit en el proceso democrático. Otro fundador fue Helen Szamuely. Los miembros de la Liga incluyeron a los futuros líderes del UKIP, Nigel Farage y Gerard Batten.
La Liga presentó diecisiete candidatos en las elecciones generales de 1992, pero no logró ningún impacto ni atrajo la atención de la prensa. Perdió todos sus depósitos. Al año siguiente, Alan Sked lo representó en las elecciones parciales de Newbury (obteniendo el 1% de los votos) y Christchurch (1,6%).
En medio de escenas extraordinarias en la Cámara de los Comunes, y ante la intensa oposición de una minoría de parlamentarios conservadores conocidos como los Rebeldes de Maastricht, el Tratado de Maastricht finalmente se convirtió en ley. Muchos miembros de la Liga Antifederalista llegaron a la conclusión de que, con el Tratado en vigor, la única opción para los antifederalistas era hacer campaña a favor de la retirada británica completa de la Unión Europea. Con este fin, Sked y otros se reunieron a fines de 1993 para establecer un partido político en toda regla: el Partido de la Independencia del Reino Unido. No todos los miembros de la Liga siguieron a Sked en la nueva organización, pero el partido efectivamente reemplazó a la Liga, que dejó de existir.